# Kisbárkány
Kisbárkány é um município da Hungria, situado no condado de Nógrád. Tem 8,03 km² de área e sua população em 2015 foi estimada em 143 habitantes.